# Vòng loại Giải vô địch bóng đá châu Âu 2008 (Bảng A)

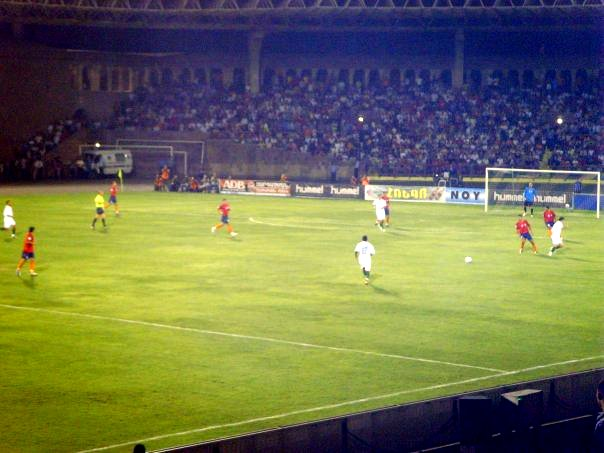
Armenia vs Portugal ở Yerevan

Dưới đây là kết quả các trận đấu trong khuôn khổ bảng A - vòng loại Giải vô địch bóng đá châu Âu 2008. 8 đội bóng châu Âu thi đấu trong hai năm 2006 và 2007, theo thể thức lượt đi-lượt về, vòng tròn tính điểm, lấy hai đội đầu bảng tham gia vòng chung kết Euro 2008. Kết thúc vòng loại, hai đội Ba Lan và Bồ Đào Nha giành quyền tới Áo và Thụy Sĩ.

## Bảng xếp hạng
| VT | Đội        | ST | T | H | B | BT | BB | HS  | Đ  | Giành quyền tham dự                |     | Ba Lan | Bồ Đào Nha | Serbia | Phần Lan | Bỉ  | Kazakhstan | Armenia | Azerbaijan |
| -- | ---------- | -- | - | - | - | -- | -- | --- | -- | ---------------------------------- | --- | ------ | ---------- | ------ | -------- | --- | ---------- | ------- | ---------- |
| 1  | Ba Lan     | 14 | 8 | 4 | 2 | 24 | 12 | +12 | 28 | Giành quyền tham dự vòng chung kết |     | —      | 2–1        | 1–1    | 1–3      | 2–0 | 3–1        | 1–0     | 5–0        |
| 2  | Bồ Đào Nha | 14 | 7 | 6 | 1 | 24 | 10 | +14 | 27 | Giành quyền tham dự vòng chung kết |     | 2–2    | —          | 1–1    | 0–0      | 4–0 | 3–0        | 1–0     | 3–0        |
| 3  | Serbia     | 14 | 6 | 6 | 2 | 22 | 11 | +11 | 24 |                                    |     | 2–2    | 1–1        | —      | 0–0      | 1–0 | 1–0        | 3–0     | 1–0        |
| 4  | Phần Lan   | 14 | 6 | 6 | 2 | 13 | 7  | +6  | 24 |                                    | 0–0 | 1–1    | 0–2        | —      | 2–0      | 2–1 | 1–0        | 2–1     |            |
| 5  | Bỉ         | 14 | 5 | 3 | 6 | 14 | 16 | −2  | 18 |                                    | 0–1 | 1–2    | 3–2        | 0–0    | —        | 0–0 | 3–0        | 3–0     |            |
| 6  | Kazakhstan | 14 | 2 | 4 | 8 | 11 | 21 | −10 | 10 |                                    | 0–1 | 1–2    | 2–1        | 0–2    | 2–2      | —   | 1–2        | 1–1     |            |
| 7  | Armenia    | 12 | 2 | 3 | 7 | 4  | 13 | −9  | 9  |                                    | 1–0 | 1–1    | 0–0        | 0–0    | 0–1      | 0–1 | —          | Hủy     |            |
| 8  | Azerbaijan | 12 | 1 | 2 | 9 | 6  | 28 | −22 | 5  |                                    | 1–3 | 0–2    | 1–6        | 1–0    | 0–1      | 1–1 | Hủy        | —       |            |

1. 1 2  Điểm đối đầu: Serbia 4, Phần Lan 1.
2. 1 2  Do Armenia và Azerbaijan không thỏa thuận được địa điểm thi đấu, loạt trận đấu giữa hai đội bị hủy. Cả hai đội đều không có điểm trong 2 trận đấu này.[1][2]

## Các trận đấu
Lịch thi đấu được các đội đàm phán và thống nhất vào ngày 10 tháng 2 năm 2006.
Giờ thi đấu tính theo giờ địa phương
| Bỉ | 0-0      | Kazakhstan |
| -- | -------- | ---------- |
|    | Chi tiết |            |

| Serbia      | 1-0      | Azerbaijan |
| ----------- | -------- | ---------- |
| - Žigić 72' | Chi tiết |            |

| Ba Lan        | 1-3      | Phần Lan                                   |
| ------------- | -------- | ------------------------------------------ |
| - Garguła 89' | Chi tiết | - Litmanen 54', 76' (ph.đ.) - Väyrynen 84' |

| Azerbaijan   | 1-1      | Kazakhstan   |
| ------------ | -------- | ------------ |
| - Ladaga 16' | Chi tiết | - Byakov 36' |

| Armenia | 0-1      | Bỉ               |
| ------- | -------- | ---------------- |
|         | Chi tiết | - Van Buyten 41' |

| Phần Lan        | 1-1      | Bồ Đào Nha       |
| --------------- | -------- | ---------------- |
| - Johansson 22' | Chi tiết | - Nuno Gomes 42' |

| Ba Lan       | 1-1      | Serbia      |
| ------------ | -------- | ----------- |
| Matusiak 30' | Chi tiết | Lazović 71' |

| Kazakhstan | 0-1      | Ba Lan       |
| ---------- | -------- | ------------ |
|            | Chi tiết | Smolarek 52' |

| Armenia | 0-0      | Phần Lan |
| ------- | -------- | -------- |
|         | Chi tiết |          |

| Serbia      | 1-0      | Bỉ |
| ----------- | -------- | -- |
| - Žigić 54' | Chi tiết |    |

| Bồ Đào Nha                        | 3-0      | Azerbaijan |
| --------------------------------- | -------- | ---------- |
| - Ronaldo 25', 63' - Carvalho 31' | Chi tiết |            |

| Kazakhstan | 0-2      | Phần Lan                    |
| ---------- | -------- | --------------------------- |
|            | Chi tiết | - Litmanen 29' - Hyypiä 64' |

| Serbia                                              | 3-0      | Armenia |
| --------------------------------------------------- | -------- | ------- |
| - Stanković 54' (ph.đ.) - Lazović 62' - Žigić 90+2' | Chi tiết |         |

| Ba Lan             | 2-1      | Bồ Đào Nha         |
| ------------------ | -------- | ------------------ |
| - Smolarek 9', 18' | Chi tiết | - Nuno Gomes 90+2' |

| Bỉ                                                   | 3-0      | Azerbaijan |
| ---------------------------------------------------- | -------- | ---------- |
| - Simons 24' (ph.đ.) - Vandenbergh 47' - Dembélé 82' | Chi tiết |            |

| Phần Lan    | 1-0      | Armenia |
| ----------- | -------- | ------- |
| Nurmela 10' | Chi tiết |         |

| Bỉ | 0-1      | Ba Lan       |
| -- | -------- | ------------ |
|    | Chi tiết | Matusiak 19' |

| Bồ Đào Nha                    | 3-0      | Kazakhstan |
| ----------------------------- | -------- | ---------- |
| - Simão 8', 86' - Ronaldo 30' | Chi tiết |            |

| Kazakhstan                           | 2-1      | Serbia      |
| ------------------------------------ | -------- | ----------- |
| - Ashirbekov 47' - Zhumaskaliyev 61' | Chi tiết | - Žigić 68' |

| Ba Lan                                                                  | 5-0      | Azerbaijan |
| ----------------------------------------------------------------------- | -------- | ---------- |
| - Bąk 3' - Dudka 6' - Łobodziński 34' - Krzynówek 58' - Kaźmierczak 84' | Chi tiết |            |

| Bồ Đào Nha                                         | 4-0      | Bỉ |
| -------------------------------------------------- | -------- | -- |
| - Nuno Gomes 53' - Ronaldo 55', 75' - Quaresma 68' | Chi tiết |    |

| Azerbaijan    | 1-0      | Phần Lan |
| ------------- | -------- | -------- |
| Imamaliev 83' | Chi tiết |          |

| Ba Lan       | 1-0      | Armenia |
| ------------ | -------- | ------- |
| Żurawski 26' | Chi tiết |         |

| Serbia       | 1-1      | Bồ Đào Nha |
| ------------ | -------- | ---------- |
| Janković 37' | Chi tiết | Tiago 5'   |

| Kazakhstan            | 1-2      | Armenia                                  |
| --------------------- | -------- | ---------------------------------------- |
| - Baltiev 88' (ph.đ.) | Chi tiết | - Arzumanyan 31' - Hovsepian 39' (ph.đ.) |

| Azerbaijan   | 1-3      | Ba Lan                              |
| ------------ | -------- | ----------------------------------- |
| - Subašić 6' | Chi tiết | - Smolarek 63' - Krzynówek 66', 90' |

| Phần Lan | 0-2      | Serbia                        |
| -------- | -------- | ----------------------------- |
|          | Chi tiết | - Janković 3' - Jovanović 86' |

| Bỉ             | 1-2      | Bồ Đào Nha               |
| -------------- | -------- | ------------------------ |
| - Fellaini 55' | Chi tiết | - Nani 43' - Postiga 64' |

| Kazakhstan  | 1-1      | Azerbaijan  |
| ----------- | -------- | ----------- |
| Baltiev 53' | Chi tiết | Nadirov 30' |

| Phần Lan                          | 2-0      | Bỉ |
| --------------------------------- | -------- | -- |
| - Johansson 27' - A. Eremenko 71' | Chi tiết |    |

| Armenia               | 1-0      | Ba Lan |
| --------------------- | -------- | ------ |
| Hamlet Mkhitaryan 66' | Chi tiết |        |

| Armenia        | 1-1      | Bồ Đào Nha  |
| -------------- | -------- | ----------- |
| Arzumanyan 10' | Chi tiết | Ronaldo 37' |

| Phần Lan                       | 2-1      | Kazakhstan   |
| ------------------------------ | -------- | ------------ |
| - A. Eremenko 13' - Tainio 61' | Chi tiết | - Byakov 23' |

| Bỉ                                | 3-2      | Serbia                  |
| --------------------------------- | -------- | ----------------------- |
| - Dembélé 10', 88' - Mirallas 30' | Chi tiết | - Kuzmanović 73', 90+1' |

| Azerbaijan | Hủy      | Armenia |
| ---------- | -------- | ------- |
|            | Chi tiết |         |

| Serbia | 0-0      | Phần Lan |
| ------ | -------- | -------- |
|        | Chi tiết |          |

| Bồ Đào Nha                  | 2-2      | Ba Lan                            |
| --------------------------- | -------- | --------------------------------- |
| - Maniche 50' - Ronaldo 73' | Chi tiết | - Lewandowski 44' - Krzynówek 88' |

| Armenia | Hủy      | Azerbaijan |
| ------- | -------- | ---------- |
|         | Chi tiết |            |

| Kazakhstan                        | 2-2      | Bỉ                            |
| --------------------------------- | -------- | ----------------------------- |
| - Byakov 39' - Smakov 77' (ph.đ.) | Chi tiết | - Geraerts 13' - Mirallas 24' |

| Phần Lan | 0-0     | Ba Lan |
| -------- | ------- | ------ |
|          | Báo cáo |        |

| Bồ Đào Nha | 1-1      | Serbia       |
| ---------- | -------- | ------------ |
| Simão 11'  | Chi tiết | Ivanović 88' |

| Armenia | 0-0      | Serbia |
| ------- | -------- | ------ |
|         | Chi tiết |        |

| Azerbaijan | 0-2 | Bồ Đào Nha                    |
| ---------- | --- | ----------------------------- |
|            | Báo | Bruno Alves 12' · Almeida 45' |

| Ba Lan                 | 3-1      | Kazakhstan |
| ---------------------- | -------- | ---------- |
| Smolarek 56', 64', 65' | Chi tiết | Byakov 20' |

| Bỉ | 0-0      | Phần Lan |
| -- | -------- | -------- |
|    | Chi tiết |          |

| Kazakhstan     | 1-2      | Bồ Đào Nha                     |
| -------------- | -------- | ------------------------------ |
| - Byakov 90+5' | Chi tiết | - Makukula 84' - Ronaldo 90+1' |

| Azerbaijan   | 1-6      | Serbia                                                                      |
| ------------ | -------- | --------------------------------------------------------------------------- |
| - Aliyev 26' | Chi tiết | - D. Tošić 4' - Žigić 22', 42' - Janković 41' - Smiljanic 75' - Lazović 84' |

| Bỉ                                       | 3-0      | Armenia |
| ---------------------------------------- | -------- | ------- |
| - Sonck 63' - Dembélé 69' - Geraerts 76' | Chi tiết |         |

| Phần Lan                  | 2-1      | Azerbaijan     |
| ------------------------- | -------- | -------------- |
| - Forssell 79' - Kuqi 86' | Chi tiết | - Gurbanov 63' |

| Ba Lan            | 2-0      | Bỉ |
| ----------------- | -------- | -- |
| Smolarek 45', 49' | Chi tiết |    |

| Bồ Đào Nha  | 1-0      | Armenia |
| ----------- | -------- | ------- |
| Almeida 42' | Chi tiết |         |

| Armenia | 0-1      | Kazakhstan    |
| ------- | -------- | ------------- |
|         | Chi tiết | Ostapenko 64' |

| Azerbaijan | 0-1      | Bỉ          |
| ---------- | -------- | ----------- |
|            | Chi tiết | Pieroni 52' |

| Bồ Đào Nha | 0-0      | Phần Lan |
| ---------- | -------- | -------- |
|            | Chi tiết |          |

| Serbia                    | 2-2      | Ba Lan                        |
| ------------------------- | -------- | ----------------------------- |
| - Žigić 68' - Lazović 70' | Chi tiết | - Murawski 28' - Matusiak 46' |

| Serbia               | 1-0      | Kazakhstan |
| -------------------- | -------- | ---------- |
| Ostapenko 79' (l.n.) | Chi tiết |            |

## Cầu thủ ghi bàn
Đã có 118 bàn thắng ghi được trong 54 trận đấu, trung bình 2.19 bàn thắng mỗi trận đấu.
9 bàn
- Ebi Smolarek

8 bàn
- Cristiano Ronaldo

7 bàn
- Nikola Žigić

5 bàn
- Dmitry Byakov

4 bàn
- Jacek Krzynówek
- Mousa Dembélé
- Danko Lazović

3 bàn
- Radosław Matusiak
- Nuno Gomes
- Simão
- Jari Litmanen
- Boško Janković

2 bàn
- Robert Arzumanyan
- Karel Geraerts
- Kevin Mirallas
- Hugo Almeida
- Ruslan Baltiev
- Alexei Eremenko
- Jonatan Johansson
- Zdravko Kuzmanović

1 bàn
- Sargis Hovsepyan
- Hamlet Mkhitaryan
- Samir Aliyev
- Emin Imamaliev
- André Luiz Ladaga
- Vüqar Nadirov
- Mahmud Qurbanov
- Branimir Subašić
- Jacek Bąk
- Dariusz Dudka
- Łukasz Garguła
- Przemysław Kaźmierczak
- Mariusz Lewandowski
- Wojciech Łobodziński
- Rafał Murawski
- Maciej Żurawski
- Marouane Fellaini
- Luigi Pieroni
- Timmy Simons
- Wesley Sonck
- Daniel Van Buyten
- Kevin Vandenbergh
- Bruno Alves
- Ricardo Carvalho
- Ariza Makukula
- Maniche
- Nani
- Hélder Postiga
- Ricardo Quaresma
- Tiago
- Kairat Ashirbekov
- Sergei Ostapenko
- Samat Smakov
- Nurbol Zhumaskaliyev
- Mikael Forssell
- Sami Hyypiä
- Shefki Kuqi
- Mika Nurmela
- Teemu Tainio
- Mika Väyrynen
- Branislav Ivanović
- Milan Jovanović
- Milan Smiljanić
- Dejan Stanković
- Duško Tošić

1 bàn phản lưới nhà
- Sergei Ostapenko (trong trận gặp Serbia)